# HK Prevalje
Hokejski klub Prevoje je nekdanji slovenski hokejski klub iz Prevoje, ki je v sezoni 1978/79 tekmoval v drugi jugoslovanski ligi, kjer je osvojil pesto mesto v skupini zahod, osvojil je štiri prvenstvene točke in prehitel KHL Mladost Zagreb.